# 몽마르트르
몽마르트르(Montmartre)는 프랑스 파리 북부에 있는 지역으로, 종교적 분위기와 시대에 따른 미술사조의 흐름을 느낄 수 있을 정도로 그 문화·예술적인 정체성을 간직하고 있는 곳이다. 또한 오늘날, 주거지역이기도 하면서 역사·문화적 중심지이기도 하여 오래된 파리의 전형적인 골목길을 거닐고 싶어하는 관광객이 꼭 들르는 곳이다. 창작과 예술의 장소로, 이곳에서는 관광객들은 항상 계단 한 켠에서 그림을 그리는 무명화가들을 볼 수 있고, 또한 영화 촬영 현장을 발견할 수 있다. 반면 이러한 예술적 모습을 띠는 지역이 밤에는 환락가로 변한다.

## 명칭

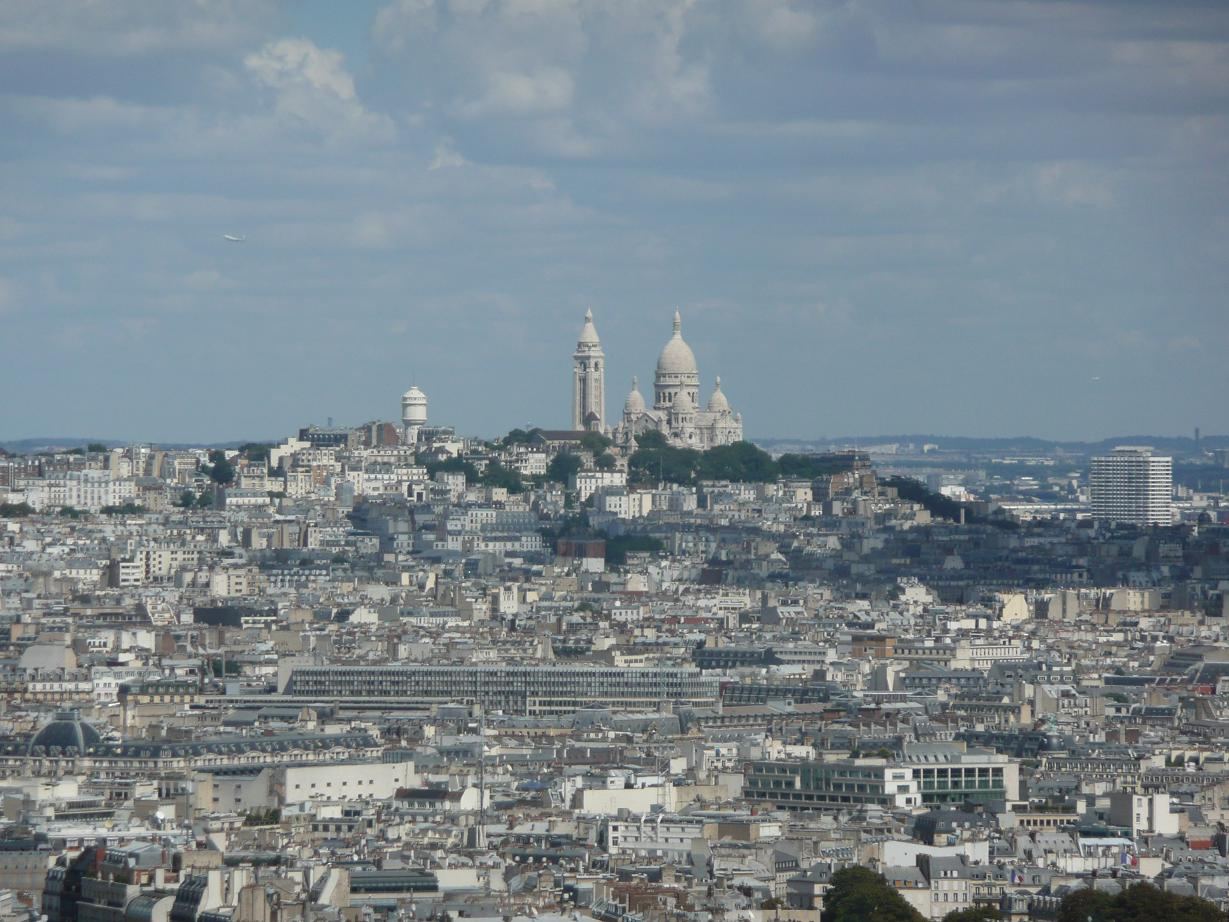
몽마르트르 전경

마르스의 산을 뜻하는 라틴어 "Mons Martis"가 메로빙거 왕조 시대를 거치며 프랑스어화되어 "Montmartre"라는 명칭이 현재까지 이어져 오고 있다.